# Iglesia de San Juan (Alevia)
La Iglesia de San Juan de Alevia está situada en la parroquia de Alevia en el concejo asturiano de Peñamellera Baja.

## Historia
La fundación de la iglesia se inicia a finales del siglo XIV o principios del siglo XV sufriendo modificaciones posteriores importantes en los siglos XVII-XVIII.

## Descripción
Es un templo barroco con restos de construcción inicial en estilo gótico de nave única con pórtico lateral y capilla doble en el lado norte. En la cabecera se encuentra la sacristía.